# ابرغذا

یک نوشیدنی لیموناد آب انار، فروخته‌شده در آمریکا در سال ۲۰۰۹

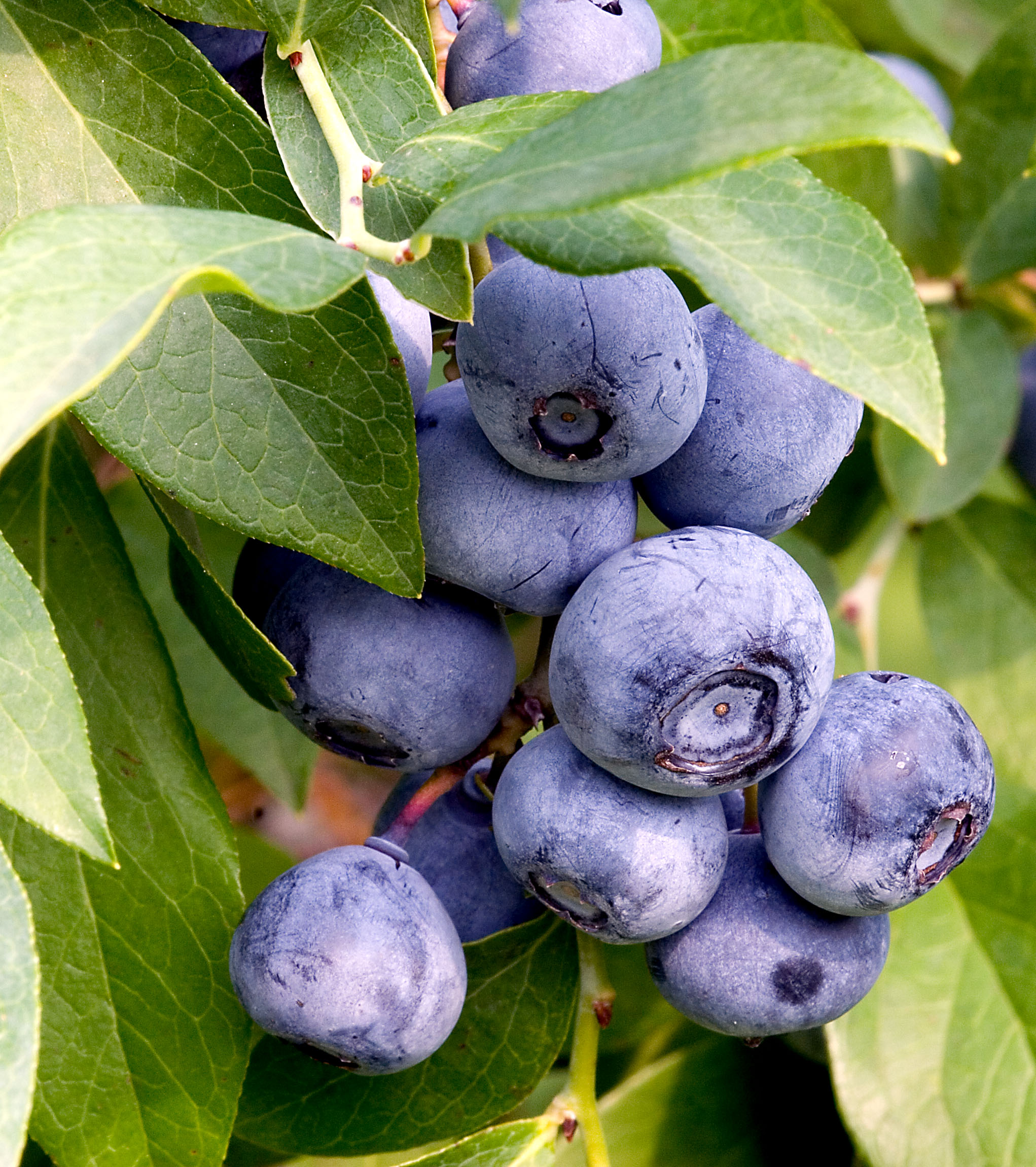
از بلوبری معمولاً به عنوان ابرغذا یاد می‌شود، در حالی میزان مواد مغذی موجود در آن با سایر میوه‌ها و سبزی‌ها تفاوت چندانی ندارد.

ابرغذا یا سوپرفود (سوپر فود)(انگلیسی: Superfood) یک واژه بازاریابی برای اشاره به آن دسته از مواد خوراکی است که تأثیر زیادی بر روی سلامتی مصرف‌کننده دارند. این واژه معمولاً توسط متخصصان و کارشناسان تغذیه استفاده می‌شود ولی برخی از آن‌ها با ادعاهای مطرح‌شده دربارهٔ ابرغذاها کاملا موافق نیستند. از خوردنی‌هایی که در بازار از آن‌ها به عنوان ابرغذا یاد می‌شود می‌توان به جوانه گندم کرد.
یکی از استراتژی‌های شرکت‌های تولیدکننده مواد غذایی، استفاده از میوه‌های معروف‌شده به عنوان ابرغذا یا ابرمیوه در سایر تولیدات غذایی خود برای دادن طعم و حس سلامتی و طبیعی‌بودن به آن‌ها است. در سال‌های ۲۰۱۱ تا ۲۰۱۵ تعداد محصولات غذایی و نوشیدنی‌هایی که از واژه‌های سوپرفود «ابرغذا» یا «ابرمیوه» یا «ابرغله» در آن‌ها استفاده شده بود دو برابر گردید.